# Драгана Дујовић
Драгана Дујовић (енгл. Dragana Dujovic; Нови Сад, 22. октобар 1984) српско-америчка је манекенка и модна дизајнерка. Представљала је Србију и Црну Гору на избору за Мис универзума 2004. године.

## Биографија
По очевој страни је пореклом из Црне Горе, а по мајчиној из Босне и Херцеговине. Одрастајући без оца у радничкој породици морала је да се више него њени вршњаци бори како би остварила своје снове. Завршила је Хемијско-технолошку школу и Факултет за менаџмент у Новом Саду. У интервјуу који је 2004. објављен поводом њеног учешћа на избору за Мис универзума открила је да су јој, након што јој је отац преминуо када је имала само две године, мајка и старији брат помогли да ипак има нормално детињство и да као посебност из свог живота издваја хуманитарни рад за незбринуту децу и друге хуманитарне акције.
Увршћена је у „Енциклопедију националне дијаспоре”, коју уређује Иван Калаузовић Иванус.

### Манекенство
Моделингом је почела да се бави врло рано, већ као тринаестогодишњакиња, прихвативши понуду да похађа курс у локалној модној агенцији. Касније је постала дечји инструктор и подучавала млађе како да позирају пред камером и да се понашају на модној писти. Са шеснаест година је по први пут учествовала у такмичењу лепоте и била прва пратиља тинејџерске мис Југославије. Не само физички изглед него и таленат и одлучност су јој помогли да са осамнаест година представља тадашњу Србију и Црну Гору на избору за Мис универзума у Еквадору. Тамошњи медији су писали о њој као о фавориту међу осамдесет учесница, а анкете на интернету су показале да су шансе да Драгана победи чак 92 одсто. Она је боје Србије и Црне Горе међународно бранила и на Miss Model of the World 2009. и Top Model of the World 2010.

### Одлазак у САД
После путовања по Европи настанила се у Сједињеним Америчким Државама 2012, како би усавршила своје образовање и каријеру. Две године потом потписала је уговор са престижном модном агенцијом „Wilhelmina Models”, а 2016. је дипломирала на смеру за дијазнирање аксесоара Универзитета уметности и дизајна у Мајамију, претходно добивши позајмицу универзитета. Јуна 2021. објавила је аутобиографију „Драгана: Моје путовање од Србије до Америке” (енгл. Dragana: My Journey from Serbia to America), са циљем да код оних који је буду читали пробуди мотивацију за успехом и охрабри их да не стају док не постигну зацртани циљ. У овој књизи она пружа увид у детаље свог животног пута, признајући да је свако такмичење за мис којег је била део оставило траг на њу и припремило је за разне ситуације са којима се касније сусрела.
Данас је успешна предузетница која дизајнира ташне и аксесоаре са етикетом бренда који носи њено име. Удата је за светски признатог хирурга Брета Болтона са којим има троје деце, синове Ника и Луку и ћерку Ники. Живи и ради у Мајамију, на обалама Бискејна.

### Занимљивости
Драгана Дујовић се опробала и у глумачким водама, појавивши се у краткометражном филму „Гавран” (енгл. Raven), снимљеном 2013. на темељу познате поеме Едгара Алана Поа.